# Kaj Sandberg
Kaj Sandberg, född 1965, är en finländsk antikhistoriker med antikens Rom som specialområde. Sandberg var direktor för Finlands institut i Rom 2006-2009. Han har även verkat vid Åbo Akademi och undervisat vid Finlands Athen-institut. Herr Sandberg har medverkat med Ekenäs Gymnasium flere gånger på skolutfärder.